# Guy Burgess
Guy Francis De Moncy Burgess (Devon, 16 aprile 1911 – Mosca, 30 agosto 1963) è stato un agente segreto britannico al servizio dell'Unione Sovietica, facente parte del cosiddetto gruppo dei Cinque di Cambridge.

## Biografia

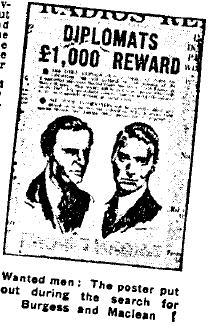
Poster da ricercati di Burgess (a destra) e Donald Duart Maclean

Nato in Inghilterra, figlio del Comandante Malcolm Kingsford de Moncy Burgess RN e di Evelyn Mary, frequentò la Lockers Park Prep School, l'Eton College per un periodo, per due anni il Royal Naval College di Dartmouth e il Trinity College di Cambridge. Qui fece parte della società segreta Cambridge Apostles, dove conobbe Anthony Blunt; come lui, anche Burgess era omosessuale. Lavorò per il Times e la BBC, e fu corrispondente in Spagna durante la guerra civile; lì conobbe Julian Bell.
In seguito divenne segretario di Hector McNeil del ministero britannico, posizione che gli permise di trasmettere documenti riservati al KGB, attività che continuò a praticare anche quando venne trasferito all'ambasciata britannica a Washington; quando l'amico Donald Duart Maclean fu sospettato di spionaggio, Burgess lo accompagnò a Mosca, dove rimase fino al 1963, quando morì all'età di 52 anni, anche a causa dell'alcolismo, vizio che lo aveva accompagnato per tutta la vita.

## Eredità culturale
Dalle vicende della gioventù di Burgess, Julian Mitchell ha tratto l'opera teatrale Another Country, poi trasposta nella pellicola Another Country - La scelta (1984), in cui il protagonista, col nome di Guy Bennet, è stato interpretato da Rupert Everett.
Nel 1977 Burgess è stato impersonato da Derek Jacobi nel film televisivo Philby, Burgess and Maclean, nel 1983 da Alan Bates nel film per la BBC An Englishman Abroad, nel 1985 da Anthony Hopkins nel film televisivo Blunt il quarto uomo, e nel 2003 da Tom Hollander nella serie Cambridge Spies.